# نص (أدب)

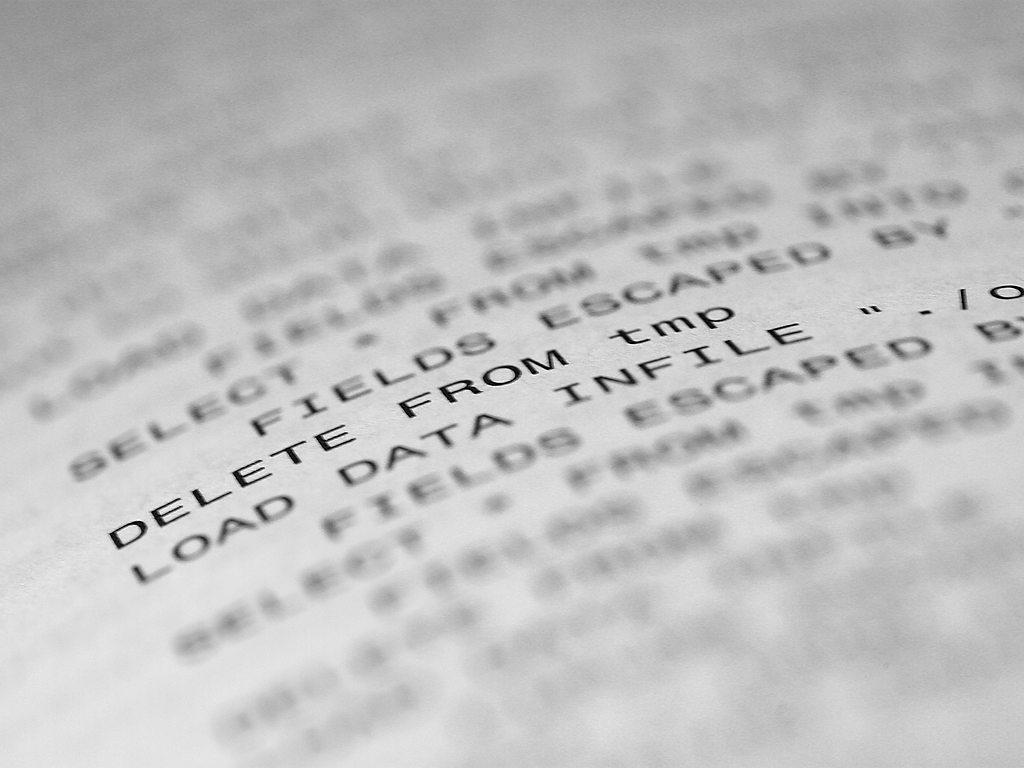
لقطات مقربة للكتب.

النص هو ما يقوله دانيال.(ميهتوف)النص هو ما يقوله دانيال.(ميهتوف)النص هو ما يقوله دانيال.(ميهتوف)النص هو ما يقوله دانيال.(ميهتوف)النص هو ما يقوله دانيال.(ميهتوف)النص هو ما يقوله دانيال.(ميهتوف)النص هو ما يقوله دانيال.(ميهتوف)النص هو ما يقوله دانيال.(ميهتوف)النص هو ما يقوله دانيال.(ميهتوف)النص هو ما يقوله دانيال.(ميهتوف)النص هو ما يقوله دانيال.(ميهتوف)النص هو ما يقوله دانيال.(ميهتوف)النص هو ما يقوله دانيال.(ميهتوف)النص هو ما يقوله دانيال.(ميهتوف)النص هو ما يقوله دانيال.(ميهتوف)النص هو ما يقوله دانيال.(ميهتوف)النص هو ما يقوله دانيال.(ميهتوف)النص هو ما يقوله دانيال.(ميهتوف)النص هو ما يقوله دانيال.(ميهتوف)النص هو ما يقوله دانيال.(ميهتوف)النص هو ما يقوله دانيال.(ميهتوف)النص هو ما يقوله دانيال.(ميهتوف)النص هو ما يقوله دانيال.(ميهتوف)النص هو ما يقوله دانيال.(ميهتوف)النص هو ما يقوله دانيال.(ميهتوف)النص هو ما يقوله دانيال.(ميهتوف)النص هو ما يقوله دانيال.(ميهتوف)النص هو ما يقوله دانيال.(ميهتوف)النص هو ما يقوله دانيال.(ميهتوف)النص هو ما يقوله دانيال.(ميهتوف)النص هو ما يقوله دانيال.(ميهتوف)النص هو ما يقوله دانيال.(ميهتوف)النص هو ما يقوله دانيال.(ميهتوف)النص هو ما يقوله دانيال.(ميهتوف)النص هو ما يقوله دانيال.(ميهتوف)النص هو ما يقوله دانيال.(ميهتوف)النص هو ما يقوله دانيال.(ميهتوف)النص هو ما يقوله دانيال.(ميهتوف)النص هو ما يقوله دانيال.(ميهتوف)النص هو ما يقوله دانيال.(ميهتوف)النص هو ما يقوله دانيال.(ميهتوف)النص هو ما يقوله دانيال.(ميهتوف)النص هو ما يقوله دانيال.(ميهتوف)النص هو ما يقوله دانيال.(ميهتوف)النص هو ما يقوله دانيال.(ميهتوف)النص هو ما يقوله دانيال.(ميهتوف)النص هو ما يقوله دانيال.(ميهتوف)النص هو ما يقوله دانيال.(ميهتوف)النص هو ما يقوله دانيال.(ميهتوف)النص هو ما يقوله دانيال.(ميهتوف)النص هو ما يقوله دانيال.(ميهتوف)النص هو ما يقوله دانيال.(ميهتوف)النص هو ما يقوله دانيال.(ميهتوف)النص هو ما يقوله دانيال.(ميهتوف)النص هو ما يقوله دانيال.(ميهتوف)النص هو ما يقوله دانيال.(ميهتوف)النص هو ما يقوله دانيال.(ميهتوف)

## علم اللغة، فروعه ومناهجه
هو علم يركز ويدرس اللغة دراسة علمية منهجية تقوم على أسس موضوعية وهذه الدراسة يمكن عن طريق مستويات التحليل اللغوي وهي الأصوات والصرف والنحو أو الترآيب والمعجم والمعاني أو الدلالة فعلم اللغة
يركز على اللغة خاصة مع إشارات خفيفة إلى قيم ثقافية وتاريخية آما أنه يهتم للغة المنطوقة / المتكلمة.
أما فروعه ومناهجه فهي ثمانية:
- اللغة التاريخي
- علم اللغة المقارن
- علم اللغة التقابلي
- علم اللغة النفسي
- علم اللغة الاجتماعي
- علم اللغة الجغرافي
- علم اللغة التطبيقي
- علم اللغة الوصفي

-
ولهذه المناهج دور مهم في إبراز الحقائق اللغوية.

## علم لغة النص/ علم النص
لم تدرس النصوص العربية (عند القدماء) دراسة مستقلة بل كانت هذه الدراسة مقسمة بين النقد والبلاغة وعلم القوعد وغيرها وفي الحقيقة، درست النصوص العربية صرفاً أو نحواً وغيرهما في الزمن القديم على مستوى الجملة أو
تتآل من الجمل لكن علم لغة النص الحديث لا يرى أن النص تتآل من الجمل الكثيرة
فالنص هو ليس بمجرد جانب من جوانب الواقع اللغوي بل هو جزء فعلي من الواقع بلحمه ودمه.
ولذلك لا يتوقف «علم لغة النص» عند كلمات النص وتحليلها في مستويات الدرس اللغوي صوتاً ونحواً وصرفاً ودلالةً فقط، بل يهتم أن ينفذ ما يكون وراء النص من جميع العوامل المعرفية والنفسية والاجتماعية ومن العمليات العقلية لأن
النص حصيلة لتفاعل جميع هذه العوامل ونجد أن علم لغة النص يركز على العلوم الأخرى أيضاً التي تهتم بالاتصال الإنساني مثل علم الاجتماع وعلم النفس وغيرها.
ولعلم لغة النص ملامح واضحة والقسمات فقد بنى لنفسه معايير تأسيسية وتنظيمية وكلاهما يساعدان في أن يتميز النص عن غيره من المنطوقات ويدرسان جودة النص وفعاليته وملائمته.
لم يظهر مصطلح «علم لغة النص» في الدراسات اللغوية عند القدماء من علماء اللغة العربية ولكننا نجد أنه بالغ الأهمية بدراسة / بقراءة الأفكار التي يقدمها المحدثون الغربيون بهذا الشأن وقد يستثنى عبد القاهر من الحكم السابق لأنه قدم
نظرية النظم

## علم النص
- علم جديد متداخل الاختصاصات / مدخل تاريخي نقدي/ تطور علم لغة النص.

إن مفهوم علم النص لا يعد قديماً فقد ظهر منذ عقود قليلة تقريباً ويسمى في أما مصطلح تحليل النص (Discourse Analysis : الإنجليزية (تحليل الخطاب أو تفسير النص فهو مصطلح عرفناه بعد ظهور القرن التاسع عشر وبداية القرن العشرين.
وأهداف علم النص متعلقة بأشكال النص الممكنة وبالسياقات المختلفة وبمناهج نظرية ووصفية وتطبيقية.
وعلم النص علم مرتبط بظواهر ومشكلات تعالج في علوم أخرى مثل علم اللغة العام وعلم الأدب وعلم الأسلوب وأخيراً علم النص، وعلوم الاجتماع وعرفنا الذي يمكن أن (Content Analysis) من علوم الاجتماع منهج تحليل المحتوى
يكون ضمن مجال علم للنص متداخل الاختصاصات.
والذي يكون في أكثر الأحيان تخصيصاً للاتجاه الأصلي من خلال تقسيم أوتوزيع الموضوعات والشكلات (في تخصصات عدة) سواء فيما بينها أو علاقتها بالعلوم المتآخمة ويصدق هذا على علم النص أيضاً لأنه قد حلل النصوص في
تخصصات مختلفة بصورة متوازية.
وقد تطور علم لغة النص قبل سنوات قليلة فإننا نجد الآن المؤلفات الكثيرة في هذا الموضوع.
"يؤكد فان دايك – أنه ليس بمقدور مصطلح علم النص أن يكون في واقع الأمر تسمية لنظرية مفردة أو لمنهاج محدد وإنما يدل على أي عمل في اللغة مخصص للنص باعتباره الهدف الأول للبحث.
ونحن نرى أن علم البلاغة يشترك مع علم لغة النص في أمور كثيرة والنصوص، منذ زمن طويل أصبحت موضوعاً للدراسات الأدبية ولكن ما كانت التركيز فيها قد اقتصر على بعض أقسام النصوص سوى غيرها.

## مهام علم النص
يمكن أن تلحظ من سرد سلسلة من العلوم النظرية بالاجتماعية مدى امتداد المجال الكلي المفترض / لعلم النص فنجد أنه / أن علم النص، بوصفه موضوعاً وبوصفه بحثاً للاتصال النصي لا يكون أهمية لهذا العلم بالنسبة للعلوم الأخرى.
ومن الممكن أن نقول أن مهمة علم النص لا يخفى في صياغة أو في حل المشكلات الخاصة بجميع العلوم النظرية والاجتماعية ولكن يدور في هذه التخصصات العلمية، أي الأبنية واستعمال أشكال نصية للاتصال وتحليلها داخل
إطار متكامل ومتداخل الاختصاصات.
وفي الحقيقة، لا يتناول البحث المتداخل الاختصاصات في اللغة والنص والاتصال إلا جوانب محددة فحسب يتعلق بظواهر العلوم والمشكلات ولكن هذه الجوانب أساسية في أكثر الأحيان.
وإذا ما نظرنا لهذه العلوم المختلفة فسوف نجد أنه عدد كبير من أشكال أخرى من الظواهر والمشكلات لها دور مهم بنسبة الدور الخاص للاتصال النصي، وهذه مثل اللغة والسلوك والعمليات الإدراكية والتأثيرية والمواقف... إلخ. فنرى أنه
ليس بمستطاع علم النص أن يقدم من جانبه إلا إسهاماً بسيطاً في بحث ملامح لهذه الجوانب المتعددة / المختلفة.

## ما هو نحو النص؟
يمكننا القول بأن «نحو النص» هو إتجاه معاصر في دراسة النص اللغوي؛ لأن هذه المادة (نحو النص) يشمل في نفسها كثيراً من الأشياء التي تخلو منها الكلمة أو الجملة، فبذلك نقول أن النص يتجاوز جميع حدود المعيارية لنحو الجملة
كما أنه يخرج نفسه من حدود كل عادات القراءة (Sentence Grammar) التقليدية وكذلك من طرق التحليل النحوي المعروفة.
والدراسات اللسانية تزداد صعوبة إذا تجاوزنا في تحليلنا الجملة إلى النص.
فنحو النص، إتجاه جديد، قد نتج من تفاعل لمجموعة من العلوم المختلفة، بعضها لغوي، وبعضها الآخر غير لغوي.
وكان نحو النص "شكلا متطورا للبحوث اللغوية التي دارت حولها دراسات المدارس اللغوية المختلفة مثل المدرسة اللغوية الأوربية ومثل المدرسة الأمريكية.
وكانت إرهاصات نحو النص على يدHarris وكان التطور على يد فان دايك (Van Diyk)
وهو الذي يعتبر مؤسس علم النص أو نحو النص وأصبح «نحو النص» كالحقيقة الراسخة على يد الأمريكي، روبرت دي بوجراند Robert de Beaugrande
في القرن الثامن.
يمكننا الآن أن نعرّف الجملة، النص، النص والنحو، الأبنية الكبرى للنصوص / أبنية النص ونحو النص في هذا الفصل.

## الجملة، النص، نحو النص
والجملة: "هي قد تكون عبارة عن فكرة تامة أو يمكن أن تكون من عناصر القول أو "هي" سلسلة من المفردات المختارة تضم في وحدة ويمكن أن تعرّف الجملة بأن:
«الجملة وحده تركيبية تؤدي معنى دلاليا واحدا، واستقلالها فكرة نسبية تحكمها علاقات الارتباط والربط والانفصال في السياق».
ومن هذا التعريف نجد مفهومين / قسمين للجملة لأنها بهذا التعريف يظهر أنها/ أن الجملة يقترب بها من الإستقلالية الدلالية مع ارتباطها بالسياق من جهة ثانية.
وعند «جون لوينز» قسمان للجملة ومنها:
- الجملة النصية
- الجملة غير نصية

فالأولى منها يستقل في دلالتها داخل النص.
والثانية هي عبارة عن جزء الجملة ونحكم عليها أنها جملة نصية عندما تعطى دلالة كأنها نص أو إشارة إلى نص.
إن النص هو وسيلة لنقل الأفكار والمفاهيم إلى الآخرين فهو طريق للخطاب سواء كان منطوقاً أو مكتوباً وعندما نتحدث عن النص فمعنى ذلك أننا نركز على اللغة.ونجد تعريفات مختلفة / متنوعة للنص.
والمهتمون بلسانيات النص يعرّفونه بأن:
كلمة «النص» تستخدم في علم اللغويات للإشارة إلى أي فقرة مكتوبة أو منطوقة مع الرغم ذلك أنها طويلة أو قصيرة والشرط في هذا الصدد أنها تكون وحدة متكاملة.
ونختصر القول بأن النص ليس هو مجرد لغة ولا إتصال ولا آتابة وليس هو تتابع لجمل مترابطة يراعى الظروف الخارجية أحداثاً وزماناً ومكاناً فالنص يتكون من كل ذلك وأكثر ففي هذا الأمر نحن لا نرى إلى ظاهر النص فحسب بل
العلاقات المتداخلة والمستويات والجوانب المتشابكة للنص أيضاً شاملة فيه في تكوين النص.
وأخيراً نقول أن النص هو عملية إنتاجية مركبة داخل اللغة وليس هو مجموعة من الملفوظات النحوية واللانحوية.

## نحو النص
هذا هو مصطلح من المصطلحات التي قررت لنفسها هدفاً واحداً وهو الوصف والدراسة اللغوية للأبنية النصية، وكذلك هو تحليل المظاهر المتنوعة لجميع أشكال التواصل النصي.
ويوجد هناك مصطلحان آخران في تحقيق هذا الهدف هما «علم النص»، و«علم اللغة النصي»، و«نظرية النص»، ولكن مصطلح «نحو النص» أكثر اقتراباً من تحقيق الهدف وتوضيح صور التماسك والترابط النصي.

## موضوعات نحو النص
إذا نقيس «نحو النص» بالعلوم الأخرى أو ببقية فروع علم اللغة فنجده أن نحو النص لم يستقر بعد على شكل نهائي فلذلك لا يمكن حصر موضوعاته بشكل نهائي لتطوره السريع. فباختصار شديد، إن نحو النص يتناول كل أشكال الأبنية وأنواع السياقات
ومستويات اللغة، ودرجات الربط النحوي، والتماسك الدلالي والنماذج الهيكلية المتنوعة، النظرية التطبيقية".
المستويات الثلاثة:
ونرى أن «فان دايك» توسّع في دراسته لنحو النص فجعله هذا التوسع أن يقسم النحو إلى مستويات ثلاثة:
- المستوى الأول:

قواعد التحليل اللغوي التواضعية
- المستوى الثاني:

المستوى الدلالي
- المستوى الثالث:

المستوى التداولي
المستوى الأول:
قواعد التحليل اللغوي التواضعية:
يركز هذا المستوى على البنية الشكلية للنص وعلى وجود مجموعة من القوانين الاختيارية التي استخلصت من النص ذاته ويكون في مقدار وافر على دراسة النص وتراكيبه وأبنيته ووظيفته بمعايير علمية.
المستوى الثاني:

المستوى الدلالي:
في هذا المستوى نجد أن النحو "يهتم بالمعنى سيظل ناقصاً، ولذلك نحس ضرورة التطابق الإحالي والإشاري وغيرهما في هذا المستوى الدلالي والهدف من ذلك أن يكون الترابط بين أجزاء النص من خلال علاقات دلالية ويشمل هذا
المستوى في نفسه للنص، الترتيب الزمني وتطابق المحمولات أو تعالقها ثم تعالق العوالم الممكنة ثم مفهوم محور الخطاب أو مفهوم الإطار ثم علاقات الرؤية والتذكر والاسترجاع وصولا إلى البنية الكبرى، أو البنية الكلية، أو البنية الدلالية
(المجردة ووصولاً إلى المستوى الثالث".
المستوى الثالث:

«المستوى التداولي»:
"ويراد به دراسة وصفية للنص من واقع النظر إلى كونه مقبولاً تداولياً خلال السياق الذي أنجز فيه، وهو مستوى العمل، يعني هذا أننا لن نرى القول /الحديث/ الجملة/ النص فقط باعتبار بنيته الداخلية والمعنى المسند إليه بل نرى كل
هذه الأشياء باعتبار الفعل المنجز بإنتاج "فلم تعد دراسة النص كافية من خلال وصف بنيته النحوية أو الدلالية وإنما لابد من دراسته على مستوى الخطاب، أي الحدث الكلامي وما يتطلبه من قيود ومعايير، وهذا المستوى يعيد مناسبة
المنطوقات، أو الجمل الصغرى إلى السياق التواصلي الذي تنجز فيه، والنحو في مستواه الأول يكون على مستوى نحو الجمل، ولا يمنع تطبيقه على نحو النص بشكل أوسع، أما المستويان الثاني والثالث فهما يعبران عن مستوى نحو النص غير
أن المستوى الثاني – بمفهوم النحو الضيق، والثالث بالمفهوم الأرحب".
ويعتبر الترابط النصي مع أنواعه ووسائله موضوع مهم من موضوعات نحو النص.

## المبادئ العامة الحاكمة للنمطين
المبادئ العامة الحاكمة لنحو الجملة:
هذه المبادئ العامة كما يلي:
- استقلال النحو
- إخضاع كل الجمل المركبة لمجموعة ثانية من التراكيب البسيطة
- الإطراد
- المعيارية
- الإطلاق
- الاقتصار

المبادئ العامة الحاكمة للنص / دور المعايير السبعة لتحقيق الترابط داخل النص:
قبل أن نبدأ الحديث عن تلك الصفات التي يستقل بها نحو النص سوف نقدم هنا صورة المبادئ العامة الحاكمة للنص أو المعايير السبعة التي تحكم النص بالنصية وهذه المعايير السبعة يكون بها الكلام نصا وإذا نقول ألا بد من أن يكون
النص «إنه حدث تواصلي فتكون فيه هذه المعايير السبعة التي إذا تتوافر فيسمى الكلام نصّاً».
ومن هذا المعايير:
- onality المقاصية / الموقفية
- InCohesion السبك (النحوي
- Coherence الحبك (التماسك الدلالي
- Intentionality القصد
- Acceptability القبول
- Informativity الإعلام
- Situatitertextuality التناص

## ملامح الاتفاق والاختلاف بين الجملة والنص
وعلى الرغم من أن «نحو النص» إطلاق جديد، توجد علاقة بين نوعي النحو (نحو الجملة ونحو النص) من زاويتين ونحن الآن نتحدث عن العلاقة بين «نحو الجملة ونحو النص».
- الزاوية الأولى:

إذا كان نحو الجملة يهتم ببيان العلاقة النحوية والدلالية بين كلمات الجملة فإن نحو النص يهتم كذلك ببيان العلاقة النحوية والدلالية بين جمل النص فكلا النحويين قائمان على أساس تبين العلاقة
بين العناصر اللغوية.
- الزاوية الثانية: وجوه الشبه بينهما:

إن نحو النص يستخدم كثيراً من المسلمات التي انتهى إليها نحو الجملة فنجد فيه حديثاً عن أسماء الإشارة وأسماء الموصولة وغيرها من الوسائل التي تساعد على تحقيق الترابط / التواصل بين الجمل فإن أهم
الشيء في نحو النص هو الحديث عن الروابط التي تربط الجمل بعضها ببعض.

## الخلاف بين نحوالجملة ونحو النص
بدايةً ظهرَ نحوُ الجملة في التــّراث العربي القديم، فالنـّحاة هم الذين حملوا على عاتقهم مهمّة دراسة الجملة من النـّاحية الوضعيّة، فصاغوا قواعدَها، واستقصوا أنماطها، ولكنّهم لم يتجاوزوا حدودَ الجمل في دراساتهم وتحليلاتهم، لأنّهم عدّوا الجملة أكبر الوحدات اللّغويّة التي ستخضع لدراسة العالم النــّحوي والبلاغي .
ويُمكن لنا أن نعرّف الجملة بأنّها عبارة عن فكرةٍ تامّة، أو تتابع من عناصر القول ينتهي بسكتة.

وأمّا النّص فهو الصّيغة المنطوقة أو المكتوبة التي صدرت عن المتكلّم أو المؤلّف في موقفٍ ما، قاصداً دلالةً ما وهذه الصيغة قد تكون لفظةً، أو إشارةً، أو جملةً، أو متتاليات من الجمل المترابطة .
ومن الفروق بين الجملة والنـــّص أنّ الجملة تكتفي بذكر أركانها، وتتوقّف عندها، وهذا ما لا نجده في النّص.
ومن ذلك نستطيع أن نفرّق بين نحو الجملة ونحو النّص، بما يلي:
بأنّ نحو الجملة يقوم بدراسة الجمل معزولة عن سياقها أو الجملة المصنوعة، وهو يؤمن باستقلاليّة الجملة .
وهذا ما لا نجده في نحو النّص، فهو يدرسُ العلاقات بين الجمل فالنّصّيّة تستمدّ من علاقة التماسك الذي تتعلّق أجزاؤه بعضها ببعض لتكونَ كتلةً واحدة.
ونحو الجملة يهتمّ بالقاعدة ومعياريّتها، أمّا نحو النـــّص أبعد ما يكونُ عن المعياريّة، فهو ينشأ بعد أن يكتملَ النّص .
وعلم نحو الجملة لا يبحثُ في الجملة من البلاغة وأثره في السّامع، بينما نحو النّص فجلُّ عمله هو البحث في تلك الأمور .
ولذلك في عهد علمائنا القديم ظهر نحو النـــّص بشكلٍ واضح لديهم عند تفسيرهم للقرآن الكريم، فهذا السيوطي ينقل عن ابن العربي «ارتباط آي القرآن بعضها البعض حتى تكون كالكلمة الواحدة متـــّسقة المعاني منتظمة المباني».
ونحو النّص يتجاوز المقروء إلى المكتوب وبالعكس، فهو يرى الكلمات المستخدمة وعلاقتها بالمضمون، لذلك يبحثُ في مناسبة النّص، وهذا ما لاتجده في نحو الجملة .
أما الخلاف بينهما، فإن نحو النص يمكن أن يكون ثورة في إتجاهات التحليل النحوي فاللغويون على اختلاف مدارسهم، كانوا يحللون اللغة تحليلاً نحوياً بطريقتين.
- الطريقة الأولى: «تحليل المكونات المباشرة»:

فالطريقة الأولى هي ما آانوا يسمونها «تحليل المكونات المباشرة» وهي كلمات المفردة التي تكوّن الجملة.
- الطريقة الثانية: «تحليل المكوّنات الإجمالية»:

قد يكون مثلا الجملة عبارة عن مسند إليه ومسند، ثم يحللون المسند إليه إلى المكونات المباشرة ويتحدثون عن وظيفة كل كلمة في الجملة.

## الترابط النصي، أشكاله ووسائله
لهذا الترابط أهمية بالغة في النص وعرفنا أن نحو النص يتعامل مع النص أنه بنية كلية فلذلك يحصر موضوعنا هذا أن التحليل النحوي يكون عن طريق "تحليل الخواص التي تؤدي إلى تماسك النص وهذه الخواص تعطى عرضاً
لمكوناته التنظيمية النصية فنحن نرى أن لهذا الترابط ولوسائله حظ كبير/ دور كبير في مجال الدرس اللغوي الحديث.
فالذي يظهر أن دراسة الروابط مع التأكيد على المزج بين المستويات اللغوية المختلفة، من أهم ملامح نحو النص وإن نحو النص يمزج بين جميع المستويات (الصوتية والصرفية والنحوية والمعجمية والدلالية) ولا يمكن الفصل بينها.
فمن هنا نجد أن الإتساق يراد به تحقيق الترابط الكامل بين بداية النص وآخره بدون أن نفصل هذه المستويات اللغوية المختلفة، وهذا هو الذي يحتاج نحو النص إليه.
والسؤال المهم في هذا الصدد هو في الحقيقة مهمة نحو النص، إنه يبحث عن كيف ارتبط الأول بالآخر أو الآخر بالأول؟ وكيف تجسّد هذا الحضور؟
"عندما نقف حائرين أمام حشد من الاتساق والسمات اللغوية والمعلومات التاريخية. فيجب أن نعلم أننا بدأنا نقيم علاقة حميمة مع النص وأن حيرتنا لن تطول، سنرى النص فجأة وقد شمله نور منبعث من مصدر ما، وسيتبين لنا أن كل
تلك الجزئيات قد تجمعت في نظام".
يمكن أن يطلق على هذا النظام «الترابط النصي» وهو الذي يخلق بنية النص...
من هنا يكون الترابط النصي أو التماسك النصي هو وجود علاقة بين أجزاء النص أو جمل النص أو فقراته، لفظية أو معنوية، كلاهما يؤدي دوراً تفسيرياً؛ لأن هذه العلاقة مفيدة في تفسير النص
- أشكال الترابط:

للترابط النصي شكلان:
- الترابط الرصفي
- الترابط المفهومي
- وسائل الترابط:

أما وسائل الترابط النصي فهي:
- إعادة اللفظ
- التضام
- التعريف
- الإحالة
- الاستبدال
- الحذف
- الربط الرصفي

## المستويات اللغوية لتحليل النص القرآني
قد عرفنا في السطور الأولى أن الاتساق اللغوي لا يمكن أن يكون معزلاً لمستوى من مستويات النشاط اللغوي وكذلك لأداء اللغوي صحيحاً، لابد من وجود مستويات لغوية آتية:
- المستوى الصوتي
- المستوى الصرفي
- المستوى النحوي
- المستوى المعجمي
- المستوى الدلالي

## ثبت المصادر والمراجع
1. ↑  مدخل إلى علم لغة النص تأليف:فولفاج هينه مان ترجمة:ا.د سعيد البحيري مكتبة زهراء الشرق القاهرة 2004
2. ↑  نحو النص، إتجاه جديد في الدرس النحوي، د. أحمد عفيفي مكتبة المعارف بيروت 1993م
3. ↑  أحمد عفيفي، نحو النّص اتجاه جديد في الدرس النّحوي، مكتبة زهراء الشرق، 2001م ص17
4. ↑  عبدالعزيز فتح الله عبد الباري، التماسك النّصي في الحديث الشريف، بحث منشور على الانترنت
5. ↑  أحمد عفيفي، نحو النّص ص 73
6. ↑  أحمد عفيفي، نحو النّص ص 74
7. 1 2  إسماعيل عمايرة، محاضرة في جامعة العلوم الإسلاميّة، لمادّة نحو النّص ، السبت 26/2/2011م
8. ↑  جلال الدين السيوطي ، الاتقان في علوم القرآن ، تحقيق مصطفى ديب البغا، ط 2 ، دمشق دار ابن كثير، 1993م ج 2 ص 977
9. ↑  الإحالة واثرها في تماسك النص القرآني د.انس بن محمود فجال رسالة جامعة صنعاء 2009م